# Powiatowa Komenda Uzupełnień Szubin
Powiatowa Komenda Uzupełnień Szubin (PKU Szubin) – organ wojskowy właściwy w sprawach uzupełnień Sił Zbrojnych II Rzeczypospolitej i administracji rezerw w powierzonym mu okręgu.

## Historia komendy
W 1921 roku na terenie Okręgu Korpusu Nr VIII została utworzona Powiatowa Komenda Uzupełnień Szubin. Okręg poborowy obejmował powiaty szubiński i żniński, które dotychczas były podporządkowane PKU Inowrocław oraz powiat wągrowiecki wyłączony z okręgu PKU Gniezno i powiat chodzieski wyłączony z okręgu PKU Bydgoszcz.
18 listopada 1924 roku weszła w życie ustawa z dnia 23 maja 1924 roku o powszechnym obowiązku służby wojskowej, a 15 kwietnia 1925 roku rozporządzenie wykonawcze ministra spraw wojskowych do tejże ustawy, wydane 21 marca tego roku wspólnie z ministrami: spraw wewnętrznych, zagranicznych, sprawiedliwości, skarbu, kolei, wyznań religijnych i oświecenia publicznego, rolnictwa i dóbr państwowych oraz przemysłu i handlu. Wydanie obu aktów prawnych wiązało się z przejęciem przez władze cywilne (administracji I instancji) większości zadań związanych z przygotowaniem i przeprowadzeniem poboru. Przekazanie większości zadań władzom cywilnym umożliwiło organom służby poborowej zajęcie się wyłącznie racjonalnym rozdziałem rekruta oraz ewidencją i administracją rezerw. Do tych zadań dostosowana została organizacja wewnętrzna powiatowych komend uzupełnień i ich składy osobowe. Poszczególne komendy różniły się między sobą składem osobowym w zależności od wielkości administrowanego terenu.
W kwietniu 1925 roku PKU Szubin nadal podlegała Dowództwu Okręgu Korpusu Nr VIII i administrowała powiatami: szubińskim, chodzieskim, wągrowieckim i żnińskim.
Zadania i nowa organizacja PKU określone zostały w wydanej 27 maja 1925 roku instrukcji organizacyjnej służby poborowej na stopie pokojowej. W skład PKU Szubin wchodziły trzy referaty: I) referat administracji rezerw, II) referat poborowy i referat inwalidzki. Nowa organizacja i obsada służby poborowej na stopie pokojowej według stanów osobowych L. O. I. Szt. Gen. 3477/Org. 25 została ogłoszona 4 lutego 1926 roku. Z tą chwilą zniesione zostały stanowiska oficerów ewidencyjnych.
12 marca 1926 roku została ogłoszona obsada personalna Przysposobienia Wojskowego, zatwierdzona rozkazem Dep. I L. 6000/26 przez pełniącego obowiązki szefa Sztabu Generalnego gen. dyw. Edmunda Kesslera, w imieniu ministra spraw wojskowych. Zgodnie z nową organizacją pokojową Przysposobienia Wojskowego zostały zlikwidowane stanowiska oficerów instrukcyjnych przy PKU, a w ich miejsce utworzone rozkazem Oddz. I Szt. Gen. L. 7600/Org. 25 stanowiska oficerów przysposobienia wojskowego w pułkach piechoty.
Od 1926 roku, obok ustawy o powszechnym obowiązku służby wojskowej i rozporządzeń wykonawczych do niej, działalność PKU Szubin normowała „Tymczasowa instrukcja służbowa dla PKU”, wprowadzona do użytku rozkazem MSWojsk. Dep. Piech. L. 100/26 Pob.
Dowódca Okręgu Korpusu Nr VIII gen. dyw. Leon Berbecki zarządził przeprowadzenie w dniu 30 listopada 1926 roku, w siedzibie PKU Szubin, dodatkowego zebrania kontrolnego szeregowych rezerwy (kat. A) i pospolitego ruszenia z bronią (kat. C) roczników 1891-1894 oraz 1898, zamieszkałych na terenie powiatu szubińskiego, którzy nie stawili się na zebrania w poprzednim terminie (od 15 października do 28 listopada).
Z dniem 10 stycznia 1927 roku PKU Szubin została zlikwidowana. Powiaty szubiński i chodzieski zostały włączone do okręgu poborowego PKU Bydgoszcz, natomiast powiaty wągrowiecki i żniński do okręgu poborowego PKU Inowrocław. 4 grudnia 1926 roku starosta szubiński Władysław Kutzner ogłosił przyłączenie powiatu „pod względem wojskowości” do PKU Bydgoszcz z dniem 1 stycznia 1927 roku oraz polecił podległym urzędom przesyłać do PKU Bydgoszcz informacje na temat zmian meldunkowych rezerwistów już z dniem 11 grudnia 1926 roku.

## Obsada personalna
Poniżej przedstawiono wykaz oficerów zajmujących stanowisko komendanta Powiatowej Komendy Uzupełnień oraz wykaz osób funkcyjnych (oficerów i urzędników wojskowych) pełniących służbę w PKU Szubin, z uwzględnieniem najważniejszej zmiany organizacyjnej przeprowadzonej w 1926 roku.
| Komendanci PKU           | Komendanci PKU          | Komendanci PKU                       |
| ------------------------ | ----------------------- | ------------------------------------ |
| Stopień, imię i nazwisko | Okres pełnienia funkcji | Kolejne stanowisko (dalsze losy)     |
| ppłk kaw. Witold Walicki | do XII 1923             | Rezerwa Oficerów Sztabowych DOK VIII |
| mjr piech. Wilhelm Hörl  | XII 1923 – IX 1926      | komendant PKU Inowrocław             |

| Obsada pozostałych stanowisk funkcyjnych PKU w latach 1921–1925 | Obsada pozostałych stanowisk funkcyjnych PKU w latach 1921–1925 | Obsada pozostałych stanowisk funkcyjnych PKU w latach 1921–1925 | Obsada pozostałych stanowisk funkcyjnych PKU w latach 1921–1925 |
| --------------------------------------------------------------- | --------------------------------------------------------------- | --------------------------------------------------------------- | --------------------------------------------------------------- |
| I referent                                                      | urzędnik wojsk. X rangi Marian Sokulski                         | 1923 – III 1924                                                 | II referent                                                     |
| I referent                                                      | mjr piech. Jan Kulwieć                                          | III → IV 1924                                                   | PKU Pszczyna                                                    |
| I referent                                                      | kpt. kanc. Longin Bielawski                                     | od V 1924                                                       |                                                                 |
| II referent                                                     | urzędnik wojsk. XI rangi Fryderyk Honzatko                      | 1923 – III 1924                                                 | II referent PKU Włocławek                                       |
| II referent                                                     | urzędnik wojsk. X rangi / por. kanc. Marian Sokulski            | od III 1924                                                     |                                                                 |
| referent inwalidzki                                             | por. piech. Józef Rusiecki                                      | IV – IX 1924                                                    | 59 pp                                                           |
| referent inwalidzki                                             | por. piech. Konrad Kamieński                                    | IX 1924 – IV 1925                                               | 64 pp                                                           |
| oficer instrukcyjny                                             | por. piech. Jan Kabziński                                       | od V 1923                                                       |                                                                 |
| oficer ewidencyjny na powiat szubiński                          | urzędnik wojsk. XI rangi / por. kanc. Eugeniusz Henzler         | 1923 – 1924                                                     |                                                                 |
| oficer ewidencyjny na powiat wągrowiecki                        | urzędnik wojsk. XI rangi Alfred Gebel                           | 25 V – 19 VI 1923                                               | II referent PKU Starogard                                       |
| oficer ewidencyjny na powiat wągrowiecki                        | por. kanc. Stanisław Tyrała                                     | od 19 VI 1923                                                   |                                                                 |
| oficer ewidencyjny na powiat wągrowiecki                        | por. kanc. Alfred Gebel                                         | 1924                                                            |                                                                 |
| oficer ewidencyjny na powiat wągrowiecki                        | por. piech. Zygmunt Teodor Kazimierz Sterz                      | IV – VI 1925                                                    | 64 pp                                                           |
| oficer ewidencyjny na powiat żniński                            | por. kanc. Tadeusz Krok                                         | IV – V 1924                                                     | PKU Wadowice                                                    |
| oficer ewidencyjny na powiat żniński                            | por. piech. Bohdan Stanisław Tuszowski                          | IV – VI 1925                                                    | 66 pp                                                           |
| oficer ewidencyjny                                              | urzędnik wojsk. XI rangi / chor. Wilhelm Drozdowicz             | 1923 – 1925                                                     |                                                                 |
| oficer ewidencyjny                                              | urzędnik wojsk. XI rangi Franciszek Baszyński                   | 1924                                                            |                                                                 |
| Obsada pozostałych stanowisk funkcyjnych PKU w 1926 roku        |                                                                 |                                                                 |                                                                 |
| kierownik I referatu administracji rezerw i zastępca komendanta | kpt. kanc. Marian Sokulski                                      | II 1926 – 1 I 1927                                              | kierownik II referatu PKU Inowrocław                            |
| kierownik II referatu poborowego                                | wakat                                                           |                                                                 |                                                                 |
| referent                                                        | por. kanc. Alojzy Kucharski                                     | II 1926 – XI 1926                                               | referent PKU Ciechanów                                          |
| referent inwalidzki                                             | por. kanc. Stanisław Zwierzyński                                | od II 1926                                                      |                                                                 |